# Blackhall
Blackhall è un sobborgo della città di Edimburgo, capitale della Scozia.
Il suo nome deriva, secondo Stuart Harris, dallo scozzese "blac", cioè "nero" e da "haugh", cioè una zona sita in una curva di un fiume. Ciò è confermato anche dal fatto che una delle sue strade principali, "March Road", vede derivare il suo nome da "Marsh Road", dato che l'area in questione, centinaia di anni fa, era paludosa.
Oggi Blackhall è una zona principalmente residenziale, con vari servizi, tra cui una biblioteca ed un certo numero di esercizi commerciali. La maggioranza delle abitazioni fu costruita nel periodo tra le due Guerre mondiali, sebbene il recente "housing boom", abbia portato ad un progressivo sviluppo del quartiere sulla parte nord di Corstorphine Hill.
Blackhall, considerata come parte del codice postale EH4 è stata dichiarata come zona col più alto numero di milionari in Scozia ed il secondo in UK.